# Orlov (Kursk)
|  | Per a altres significats, vegeu «Orlov (desambiguació)». |

Orlov (en rus: Орлов) és un poble (un khútor) de l'óblast de Kursk, a Rússia, que en el cens del 2010 no tenia cap habitant. Pertany al districte de Kastórnoie.